# Shin Kwang-hoon
Đây là một tên người Triều Tiên, họ là Shin.
Shin Kwang-hoon (sinh ngày 18 tháng 3 năm 1987) là một hậu vệ bóng đá Hàn Quốc thi đấu cho FC Seoul.

## Sự nghiệp câu lạc bộ
Anh bắt đầu sự nghiệp bóng đá ở Pohang Steelers kể từ năm 2006. Kwang-hoon có 11 lần ra sân cho Pohang Steelers. Jeonbuk Hyundai Motors đồng ý thương vụ hoán đổi theo dạng cho mượn với việc Stevica Ristić đến trong thời hạn 2,5 năm từ 2008.
Ngày 3 tháng 1 năm 2017, Shin gia nhập FC Seoul.

## Sự nghiệp quốc tế
Anh thi đấu cho Hàn Quốc tại Giải vô địch bóng đá trẻ châu Á 2006 và sau đó là Giải vô địch bóng đá U-20 thế giới 2007, Thế vận hội Mùa hè 2008.

## Thống kê sự nghiệp câu lạc bộ
| Thành tích câu lạc bộ | Thành tích câu lạc bộ  | Thành tích câu lạc bộ | Giải vô địch | Giải vô địch | Cúp     | Cúp       | Cúp Liên đoàn | Cúp Liên đoàn | Châu lục | Châu lục  | Tổng cộng | Tổng cộng |
| Mùa giải              | Câu lạc bộ             | Giải vô địch          | Số trận      | Bàn thắng    | Số trận | Bàn thắng | Số trận       | Bàn thắng     | Số trận  | Bàn thắng | Số trận   | Bàn thắng |
| Hàn Quốc              | Hàn Quốc               | Hàn Quốc              | Giải vô địch | Giải vô địch | Cúp KFA | Cúp KFA   | Cúp Liên đoàn | Cúp Liên đoàn | Châu Á   | Châu Á    | Tổng cộng | Tổng cộng |
| --------------------- | ---------------------- | --------------------- | ------------ | ------------ | ------- | --------- | ------------- | ------------- | -------- | --------- | --------- | --------- |
| 2006                  | Pohang Steelers        | K League 1            | 5            | 0            | 1       | 0         | 5             | 1             | -        | -         | 11        | 1         |
| 2007                  | Pohang Steelers        | K League 1            | 2            | 0            | 2       | 0         | 3             | 1             | -        | -         | 7         | 1         |
| 2008                  | Pohang Steelers        | K League 1            | 4            | 0            | 0       | 0         | 0             | 0             | 2        | 0         | 6         | 0         |
| 2008                  | Jeonbuk Hyundai Motors | K League 1            | 15           | 0            | 1       | 0         | 4             | 1             | -        | -         | 20        | 1         |
| 2009                  | Jeonbuk Hyundai Motors | K League 1            | 11           | 0            | 1       | 0         | 3             | 0             | -        | -         | 15        | 0         |
| 2010                  | Jeonbuk Hyundai Motors | K League 1            | 7            | 0            | 1       | 0         | 5             | 0             | 6        | 0         | 19        | 0         |
| 2010                  | Pohang Steelers        | K League 1            | 8            | 0            | 0       | 0         | 0             | 0             | 1        | 0         | 9         | 0         |
| 2011                  | Pohang Steelers        | K League 1            | 25           | 1            | 3       | 0         | 1             | 0             | -        | -         | 29        | 1         |
| Tổng cộng             | Hàn Quốc               | Hàn Quốc              | 77           | 1            | 9       | 0         | 21            | 3             | 9        | 0         | 116       | 4         |
| Tổng cộng sự nghiệp   | Tổng cộng sự nghiệp    | Tổng cộng sự nghiệp   | 77           | 1            | 9       | 0         | 21            | 3             | 9        | 0         | 116       | 4         |